# Neferirkare Kakai

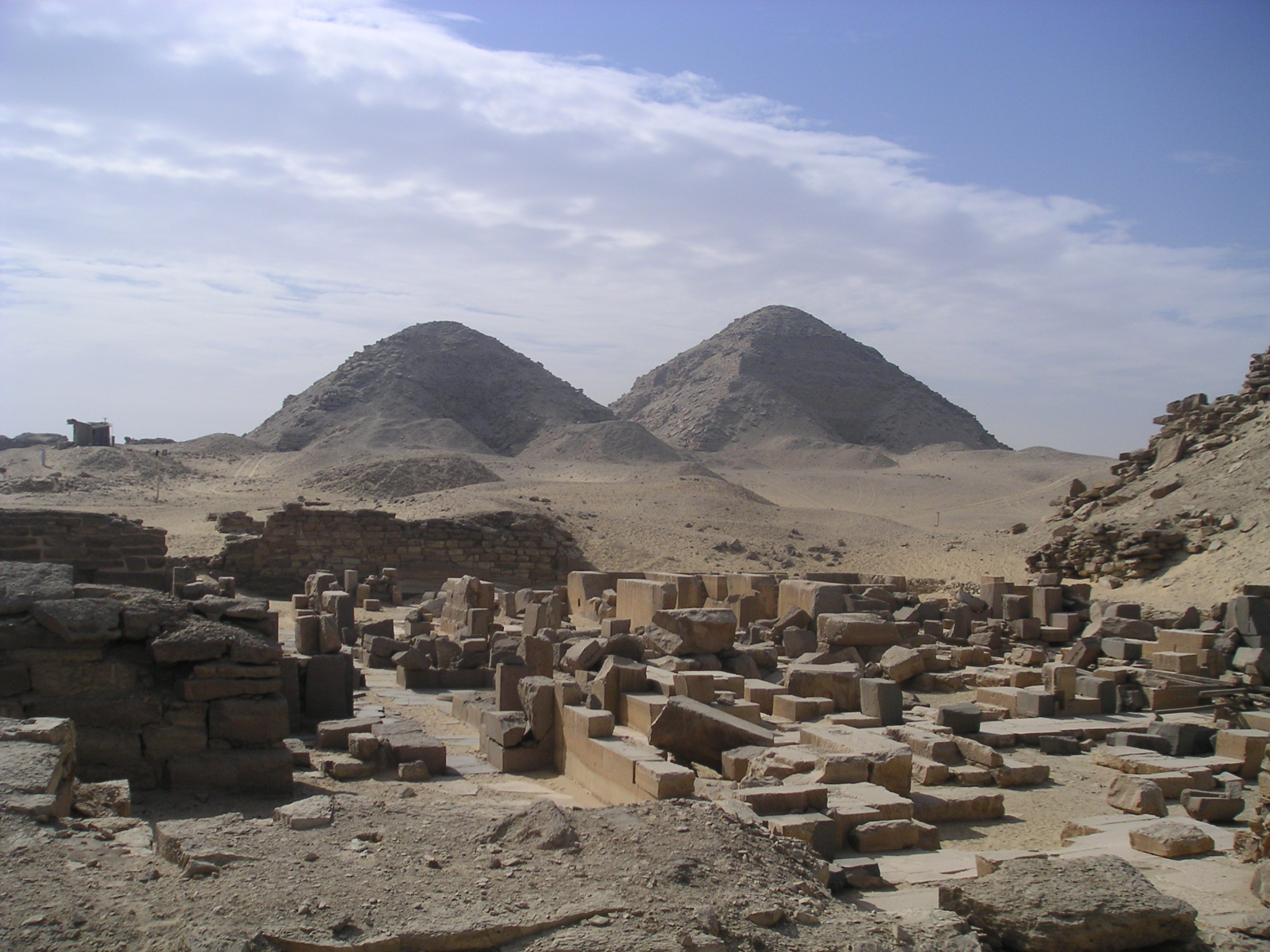
Abusir: Piramidele lui Neferirkara-Kakai și Niuserra-Iny

Neferirkare Kakai a fost un faraon al Regatului Vechi al Egiptului.